# Fabrice Culinat
Pas d'image ? Cliquez ici

a Compétitions nationales et continentales officielles uniquement.

Dernière mise à jour le 27 août 2015.
Fabrice Culinat, né le 19 décembre 1978 à Ussel, est un joueur français de rugby à XV qui a évolué au poste de demi de mêlée (1,72 m pour 75 kg).

## Biographie
Ce demi de mêlée a suivi son lycée au pôle d'Ussel. Repéré alors qu'Ussel jouait en Fédérale 1 par le Racing Club de Strasbourg, il est y parti faire ses études en STAPS. Il a alors été remarqué par un des joueurs strasbourgeois qui a transmis des infos au club de Colomiers. Il y a ensuite joué pendant 5 ans, mais à la suite de difficultés financières du club, il est parti à Béziers pour pouvoir rester en Top 16. Il a ensuite passé un an à Montauban, puis un à Blagnac, pour revenir finir sa carrière à Colomiers où il joue depuis 5 ans. À l'US Colomiers, Fabrice Culinat succède en 1999[réf. nécessaire] à Fabien Galthié, capitaine de l’équipe de France, parti pour le Stade français, au poste de demi de mêlée.
À partir de 2019, il fait partie de l'encadrement du Colomiers rugby en tant qu'intervenant sur le poste de demi de mêlée.

## Palmarès
- Championnat de France de rugby à XV :
  - Finaliste (1) : 2000 avec l'US Colomiers
- Championnat de Fédérale 1 :
  - Champion (1) : 2012 avec Colomiers